# Trimble (Tennessee)
Trimble es un pueblo ubicado en los condados de Dyer y Obion en el estado estadounidense de Tennessee. En el Censo de 2010 tenía una población de 637 habitantes y una densidad poblacional de 377,22 personas por km².

## Geografía
Trimble se encuentra ubicado en las coordenadas 36°12′8″N 89°11′20″O / 36.20222, -89.18889. Según la Oficina del Censo de los Estados Unidos, Trimble tiene una superficie total de 1.69 km², de la cual 1.69 km² corresponden a tierra firme y (0%) 0 km² es agua.

## Demografía
Según el censo de 2010, había 637 personas residiendo en Trimble. La densidad de población era de 377,22 hab./km². De los 637 habitantes, Trimble estaba compuesto por el 94.19% blancos, el 2.35% eran afroamericanos, el 0.16% eran amerindios, el 0.16% eran asiáticos, el 0% eran isleños del Pacífico, el 0.78% eran de otras razas y el 2.35% pertenecían a dos o más razas. Del total de la población el 2.04% eran hispanos o latinos de cualquier raza.